# DF-3
El misil Dong Feng 3 (en chino 东风, literalmente significa viento del este), o DF-3, es un misil balístico de alcance medio desarrollado a mediados de los años 1960 por la República Popular China. Entró en servicio en 1971 después del lanzamiento de 3 misiles de prueba. La denominación de la OTAN es: CSS-2

## Antecedentes
El misil balístico de largo alcance Dongfeng-3 fue desarrollado a partir del DF-1 con el objetivo de construir un misil capaz de llevar una ojiva nuclear hasta Filipinas. El DF-3, fue el segundo misil que surgió en el programa de armas chino. China lo considera como su primer misil moderno. Muy similar al misil soviético R-12 Dvina (OTAN:  SS-4  "Sandal"), por sus características y diseño, a pesar de que la Unión Soviética se había negado a vender el R-12, o proporcionar asistencia técnica, a China. Se probó por primera vez el 26 de diciembre de 1966.

## Desarrollo
El desarrollo comenzó en septiembre de 1958 y resultó más difícil de lo esperado para los chinos. También fue un trabajo arriesgado, debido a las características del combustible. Con base en los datos técnicos y tácticos del primer prototipo, se puede intuir que el misil se vio afectado por muchas deficiencias, que posteriormente, en abril de 1964, requirieron revisar el concepto en profundidad. Se aumentó el alcance máximo desde 2.000 a 2.500 km para poder atacar a las fuerzas norteamericanas desplegadas en las Filipinas, la carga útil también se aumentó de 1.500 a 2.000 kg para poder transportar la bomba termonuclear que se estaba desarrollando. Para poder cumplir las nuevas especificaciones el empuje del motor se elevó a 96 toneladas desde la 64 iniciales. Los propergoles también se modificaron: de comburente se sustituyó el AK-20, ácido nítrico rojo fumante, por el AK-27, tetraóxido de dinitrógeno, y el combustible se cambió el inestable TG-02 basado en anilinas a dimetilhidrazina asimétrica. El 12 de septiembre de 1964, la Comisión Militar Central determinó cambiar el nombre del misil de DF-1 a DF-3.
El 26 de diciembre de 1968 se realizó la primera prueba con éxito. Los primeros lanzamientos se realizaron en 1967 desde Shuangchengtzu y se trasladaron a Wuchai alrededor de 1969 para poder realizar pruebas de largo alcance. La producción en masa también comenzó este año. Por otro lado el 17 de junio de junio de 1967 se realizó la primera explosión en tierra de una bomba termonuclear china desarrollada por el segundo departamento de la industria de maquinaria. Y el 29 de septiembre de 1969 se produjo la explosión de una ojiva termonuclear de tamaño y peso reducido。
Los servicios de inteligencia de EE. UU. obtuvieron la primera evidencia fotográfica de la existencia del misil en noviembre de 1970 mientras el personal chino estaba probándolo para implementarlo en Wuwei. Las pruebas todavía siguen en este lugar hoy en día. Los ensayos con fuego real se llevaron a cabo desde una plataforma de lanzamiento en Wuchai, al suroeste de Pekín, mientras que los ejercicios de entrenamiento posibles manifestaciones comenzaron a mediados de 1969. Es probable que China comenzó a desplegar una pequeña cantidad de misiles desde finales de 1971. Incluso la prueba formal de estos hechos aún no existía, las fotografías tomadas en 1972 mostraron claramente un probable despliegue inminente del sistema en dos lugares separados en China.
Se lanzó con éxito en mayo de 1967. En 1971, se asignó al Segundo Cuerpo de Artillería del Ejército Popular de Liberación de China con un alcance de 2800 kilómetros.
En 1981, el gobierno de la República Popular de China ordenó mejorar el alcance de Dongfeng-3. El misil modificado se llamó Dongfeng-3A. Se llevaron a cabo dos lanzamientos con éxito: en diciembre de 1985 y enero de 1986. La prueba de vuelo consiguió un alcance de 3.500 km.

## Despliegue

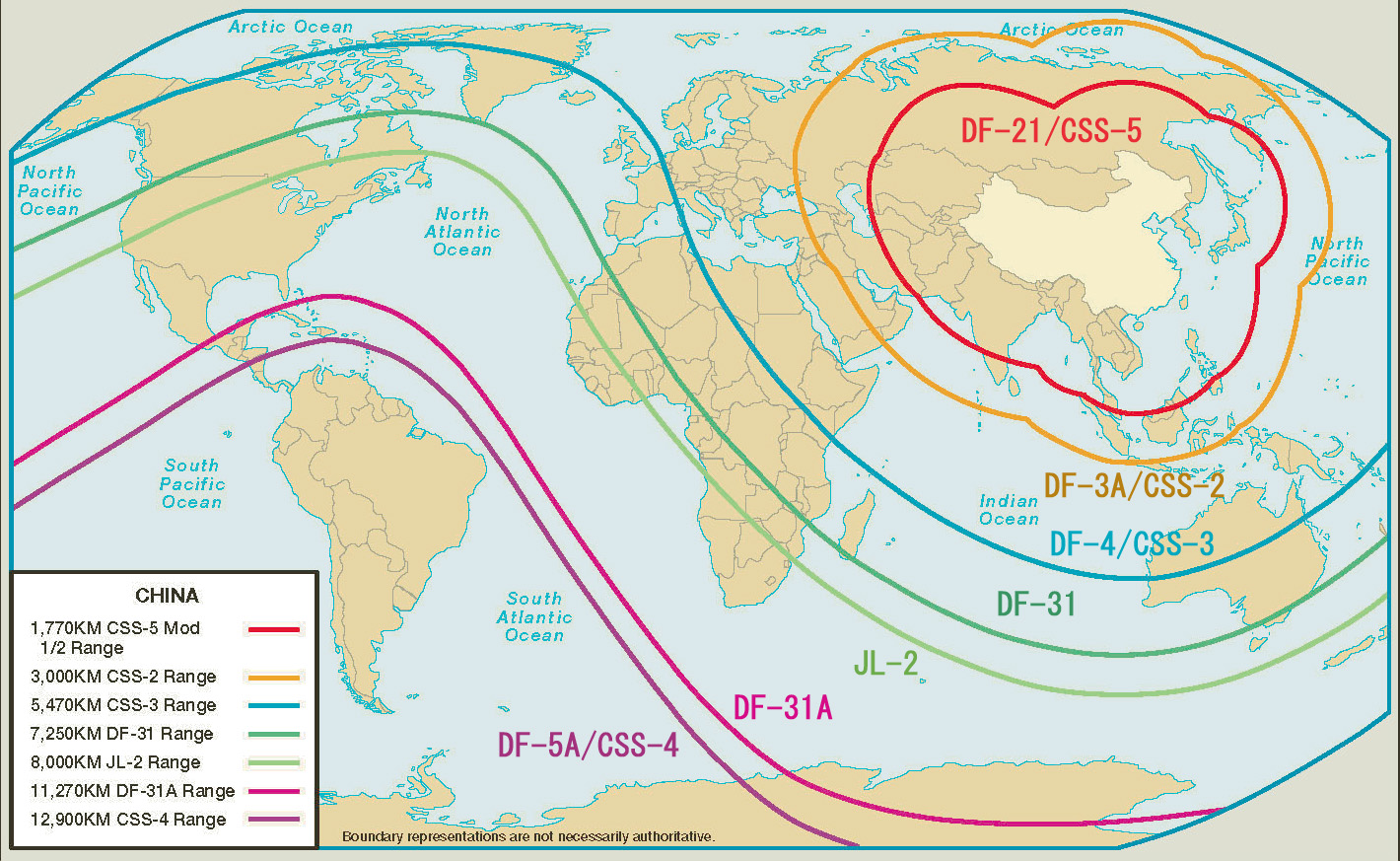
Alcance de algunos misiles chinos, entre ellos el DF-3.

El despliegue del misil comenzó en 1971, alcanzando un pico de 110 en 1984, y luego se redujo a 50 en 1993. Se cree que ha sido desplegado hacia los países vecinos tales como la India, Japón, Rusia oriental. Se supone que la versión mejorada, DF-3A, comenzó a desplegarse en 1987
Inicialmente se desplegó en 13 bases: Jinggangshan (井冈) en Ji'an (吉安), Datong en Xining, Jinzhou en Dalian, Jianshui (甸尾) en el río Rojo, Fengrun (丰润) en Tangshan (唐山市), Jianshui (建水) en  el río Rojo,  Xishan (西山) en Kunmíng (昆明), Qímén (祁门) en Huangshan (黄山), Xian de Anping (安平县) en Hengshui (衡水), Dongchang (东昌) en Tonghua (通化), Liangzhou (凉州) en Wuwei(武威市), Baqiao (灞橋) en Xi'an (西安), Qingzhou (青州) en Weifang (潍坊市). Aunque fue gradualmente reemplazado por el más moderno DF-21A. A partir de 2000 se sospecha que se había reducido a 8 lugares. Y a partir de 2009, se desplegará solo en tres ubicaciones. Jinzhou en Dalian fue la última ubicación donde estaba desplegado. El Departamento de Defensa de los Estados Unidos estimó que había 17 misiles y 10 lanzadores en funcionamiento en 2010 en una única brigada. Alrededor de 2015 se retiró el último. Ya en mayo de 2014, a partir de fotografías de satélite de los cambios en la ubicación de la unidad de lanzamiento, parecía que la última unidad que operaba el DF-3A completó la migración al misil DF-21.

## Lanzamiento
Estaba destinado principalmente a ser utilizado desde silos subterráneos, en vez que de desde sitios móviles. Cuando se empleaba desde silos, el misil ya estaba precargado con combustible, por lo que es mucho más sensible que su predecesor, el DF-2. Cuando se empleaba en el exterior, desde una torre de lanzamiento, se debía de llenar de propergoles antes de disparar, un proceso que podría tomar casi tres horas. Se coloca horizontalmente en el remolque y un camión lo llevaba por carretera al lugar de lanzamiento. La rutina de trabajo preparatorio previo al lanzamiento comienza con el misil parado verticalmente sobre la plataforma de lanzamiento elevada por el vehículo. Después se realiza la alineación (actualización precisa de la información sobre la posición del misil y la posición del misil asociada al movimiento). Se realiza una preinspección para garantizar que funcione correctamente. A continuación, se bombeaba cuidadosamente los propergoles, pero el misil después de la inyección se deforma ligeramente por el peso, por lo que se verifica nuevamente la alineación y el funcionamiento de cada dispositivo. Finalmente, las coordenadas del blanco se enviaban al misil y se disparaba. Estos trabajos preparatorios previos al lanzamiento requirieron una cantidad de vehículos de apoyo, como vehículos propulsores, plataformas elevadoras, vehículos de suministro de energía, vehículos de comunicación y vehículos de comando. El PLA fue consciente de la necesidad de acortar el tiempo de preparación previo al lanzamiento para aumentar la supervivencia, y se han implementado medidas como el llenado simultáneo de combustible y comburente.

## Especificaciones
El DF-3 era un misil de una etapa con ojiva separable. Al igual que el R-12 soviético, utilizó propulsores almacenables a temperatura ambiente. Pero mientras que el R-12 montaba un único motor con cuatro toberas el DS-3 empleaba un grupo de cuatro motores de cohetes YF-1, que recibía el nombre de YF-2, desarrollando un empuje total de despegue de 96 toneladas. Con una altura de 24  m y un diámetro de 2,25  m.
Se realizaron al menos dos versiones del DF-3. El modelo original tenía un alcance de aproximadamente 2650 km y transportaba una sola ojiva nuclear con una masa de 2150 kg. Entre 1983 y 1984, un primer programa de modernización extendió el alcance del DF-3 a 2800 km (algunas fuentes, sin embargo, hablan de casi 4.000 km ). Según algunos informes de los servicios de inteligencia, se agregaron otras modificaciones, para que el misil pudiera embarcar 3 ojivas nucleares (MIRV), de una potencia comprendida entre 50 y 100 kT, incluso podía tener potencias más bajas. De un total de 100 misiles, 80 fueron de la versión mejorada DF-3A, que comenzó a desplegarse desde 1986.
El DF-3 normalmente tiene una autonomía de 2.780 km, con una apogeo de 550 km. Esta cifra se reduce a 1.550 km cuando la trayectoria se baja a una altitud de 100 km. Primero utilizó un sistema de control remoto, pero luego se le proporcionó un guiado inercial, lo que le dio una precisión relativamente baja, con una desviación circular probable de aproximadamente 4.000 m.
- Apogeo: 500 km
- Empuje en despegue: 1.224 kN
- Masa total: 63.843 kg
- Diámetro del cuerpo principal: 2,25 m
- Longitud total: 24 m
- Envergadura: 2,74 m
- Alcance máximo: 2.660 km (2.810 km para el DF-2A)
- Propulsión: ácido nítrico, tetraóxido de nitrógeno y UDMH
- Guía: inercial

## Variantes

### DF-3
Versión básica, con un alcance de 2660 km. Tras la negativa de la URSS a proporcionar acceso a materiales del R-12, el gobierno chino a principios de la década de 1960 decidió crea su propio modelo con características similares. El diseño fue obra de Tu Shoue ( chino 屠 守 锷 ) y Sun Jiadong (chino 孙家栋). La producción de los cohetes se llevó a cabo en la planta N.º 211 (la compañía matriz de tecnología aeroespacial (chino. 首都 航天 机械 公司), también conocida como la Planta de Ingeniería Principal (China. 首都 机械 厂). Se desarrolló originalmente para portar una ojiva nuclear, y posteriormente termonuclear.

### DF-3A
En 1981 se inició una versión de alcance extendido: 2810 km., hasta 4000 km con ojiva ligera. En 1986 se llevaron a cabo sus pruebas de vuelo.

### DF-3 Tsien
Versión mejorada, supervisada por el propio Tsien, que fue nombrado diseñador jefe del misil el 14 de noviembre de 1961. A finales de 1963 fue cancelado debido a problemas técnicos y de dirección del proyecto y reemplazado por el DF-4. Habría sido un misil balístico intercontinental propulsado mediante oxígeno líquido y queroseno, de forma parecida al misil Titan I estadounidense.

## Desarrollos posteriores
El DF-3 sirvió como primera etapa del misil militar DF-4 de dos etapas. Y este a su vez constituyó la primera y segunda etapas del primer lanzador espacial civil chino, designado CSL-1 en occidente y Changzheng 1 (CZ-1) para los chinos. Aunque es conocido por su otro nombre: Larga Marcha 1. Este cohete lanzó el primer satélite chino en abril de 1970. Las dos primeras etapas empleaban motores cohete de propelentes líquidos, mientras que la tercera usaba un propulsor sólido. El CZ-1 también lanzó otro satélite en marzo de 1971, antes de ser sustituido por una versión mejorada del lanzador que tenía como base del desarrollo el misil DF-5.

## Exportación
En 1988 el gobierno de la República Popular de China exportó varias docenas (según los informes, entre 36 y 60) misiles balísticos de largo alcance Dongfeng-3 a Arabia Saudita. Operados por las Fuerzas de Misiles Estratégicos Reales de Arabia Saudita. Se mostraron públicamente por primera vez en 2014.